# Лагерта
Лагерта  (Ladgerda, Ladgertha  или  Lagertha) согласно хроникам Саксона Грамматика XII века — северная воительница, обладательница земель в Норвегии и первая жена датского героя — викинга Рагнара Лодброка (предположительно, жил в IX веке), хотя прямых доказательств их существования нет. Некоторые авторы связывают её с богиней Торгерд (Þorgerðr Hölgabrúðr) или Валькирией.

## Имя
По оценкам британского историка Норы Кершоу Чедвик, латинизированное имя Латгерта (Lathgertha), использованное Саксоном, является версией древнескандинавского имени Hlaðgerðr (Hladgerd). Оно может состоять из таких элементов как: hlaða — «ткать», hlað — «кружево, головной убор» и gerðr — «защита».
Женщина по имени Хладгерда (Hladgerdr), правительница Хладейяра, дважды упоминается в «Саге о Хальвдане, Воспитаннике Браны».
Похожее имя Летгарда (Letgarda) носили дочери графов Тулузских Раймунда IV и Раймунда V (X в.), а также супруга графа Кузерана (Гасконь) Пьера Бернара де Фуа (XI в.).

## Жизнь Лагерты, описанная Саксоном
Девятая книга «Деяний данов» (9, 4,  1 — 9, 4, 11) Саксона Грамматика является единственным средневековым текстом, где упоминается Лагерта. Саксон описывает Лагерту как опытную воительницу и первую жену датского короля Рагнара Лодброка, от которой он имел троих детей. Несмотря на свою миниатюрность и хрупкость, она обладала отменными боевыми качествами. Проживали они в Норвегии.

### Жизнь с Рагнаром
Согласно Саксону, Рагнар влюбляется в молодую женщину-воина благородного происхождения и признается, что обязан ей своей победой. Когда он просит её руки, она отправляет к нему посланцев, которые принесли ему приглашение в её дворец. Кораблем Рагнар плывёт к ней, но там его ждут два животных: медведь и собака. Рагнар убивает зверей и в конце концов Лагерта соглашается выйти за него замуж. У них рождается сын Фридлейв и две дочери, чьи имена неизвестны.

«Среди них была и одна опытная в ратном деле женщина по имени Ладгерда, которая имела мужественное сердце, хотя и была лишь девушкой. С распущенными по плечам волосами она сражалась в числе первых среди самых отважных воинов. Все восхищались её непревзойдёнными подвигами, так как её развевавшиеся за спиной волосы выдавали, что она женщина. Расправившись с убийцей своего деда, Регнер принялся настойчиво расспрашивать у своих воинов об этой девушке, на которую он обратил внимание, когда она сражалась в первых рядах во время боя, признав, что лишь сила этой женщины принесла ему сегодня победу. Узнав, что она принадлежит к весьма известному среди варваров роду, он сразу же отправил к ней своих сватов. Девушка делала вид, будто согласна, но в глубине души отнеслась к его сватовству с презрением. Внушив своим ложным ответом пылкому жениху уверенность в осуществлении его желания, она велела привязать в своей прихожей медведя и пса, чтобы при помощи этих хищных зверей преградить влюблённому путь в свою спальню. Регнер, воспряв духом от благоприятного ответа, сел на свой корабль и переплыл через море. Велев своим спутникам оставаться в Гёлердале, он в одиночку вошёл в дом девушки. Там его и встретили эти звери, но одного из них он пронзил своим копьём, а другого схватил за шею и задушил, сомкнув свои пальцы на его горле. Наградой за преодолённые им опасности стала сама девушка. От брака с ней у Регнера родились две дочери, чьи имена не сохранились, и сын Фридлев…»
Рагнар оставляет Лагерту после того, как влюбляется в Тору, дочь короля Герота. Он побеждает двух огромных ядовитых змей, которых выпускает король, и женится на Торе. При этом Саксон специально подчеркивает, что своей первой супруге Рагнар никогда полностью не доверял.

### Второй брак и новые битвы
Лагерта также вышла замуж во второй раз; этот брак, правда, не оказался счастливым. Когда у её бывшего мужа Рагнара произошли столкновения из-за его земель с королём Харальдом, он попросил свою бывшую жену предоставить ему поддержку. Лагерта помогает Рагнару достичь победы, а Харальд спасается бегством. По возвращении Лагерта убивает своего второго мужа, и с этого момента сама правит на своей земле.

«...Ладгерда, в чьём нежном теле скрывался несравненно более суровый дух,  примерами своей выдающейся отваги смогла уберечь своих уже было дрогнувших воинов от желания бежать. Совершив обходной манёвр, она вышла в тыл ничего не подозревавшего врага, посеяв в его лагере страх и смятение. Под конец войско Харальда пришло в замешательство, а сам он, видя гибель своих воинов, бежал. Вернувшись после боя домой, Ладгерда ночью вонзила в горло своего мужа наконечник копья, который она спрятала в своём платье, присвоив, таким образом, себе всю его власть и звание. Эта своенравная женщина  считала более для себя удобным править королевством без мужа, чем быть вынужденной делить его с ним…»
На этом заканчивается информация о жизни Лагерты, которую нам оставил Саксон. Про её дальнейшую жизнь и смерть больше ничего не известно.

## Образ Лагерты в мировой культуре
В 1789 году датским писателем, поэтом и драматургом норвежского происхождения Кристеном Хенриксеном Прамом была написана историческая драма «Лагерта», основанная на саксонском источнике. В 1801 году датским хореографом и балетмейстером итальянского происхождения Винченцо Галеотти по ее мотивам поставлен был в Королевском театре в Копенгагене синтетический балет с ариями и хорами, на музыку композитора Клауса Шалла. Главную роль в нем исполнила ученица Галеотти балерина Мария Кристина Бьорн, а роль Рагнара — французский актер Антуан Бурнонвиль. Это был первый в Европе балет, поставленный по мотивам истории викингов.

## Образ Лагерты в кино
- Викинги / Vikings (2013—2020; Ирландия, Канада); в роли Лагерты — Кэтрин Винник.